# Divina Valéria
Divina Valéria ou simplesmente Valéria (Rio de Janeiro, 5 de junho de 1944 ) é uma atriz e cantora brasileira.

## Carreira
Iniciou a carreira como transformista cantando em casas noturnas do Rio de Janeiro, na década de 1960. Substituiu Bijou Blanche no elenco de International Set, na Galeria Alaska. Em 1965, ao lado de Rogéria, integrou a trupe original de Les Girls, criação de Mário Meira Guimarães, João Roberto Kelly e Luís Haroldo, destacando-se com o número em que imitava Elizete Cardoso. Com o sucesso do espetáculo, gravou um compacto pela Mocambo, cantando Rancho da Praça Onze (João Roberto Kelly/Chico Anysio) e um pot-pourri de sambas.
Fugindo da repressão a travestis durante a ditadura militar, foi morar em Paris. Conheceu Di Cavalcanti, para quem posou. Voltou ao Brasil em 1972, atuando em espetáculos como Misto Quente, com Agildo Ribeiro, e Frescuras, ao lado de Jane di Castro, com direção de Lennie Dale. Dois anos depois, mudou-se novamente para a França e integrou o elenco do Carrousel de Paris até o fim da década de 1980. Apresentou-se também no Japão e na Argentina. No Uruguai, na década de 1970, encenou o show Divina Valéria, que a partir de então se tornaria seu nome artístico

Em 2017, já de volta ao Brasil, foi uma das artistas homenageadas no documentário Divinas Divas, de Leandra Leal. O filme originou o espetáculo de mesmo nome encenado no Theatro Municipal de São Paulo em 2020, que estrelou com Jane Di Castro, Eloína dos Leopardos, Camille K. Divina Nubia e Marcia Dailyn. 

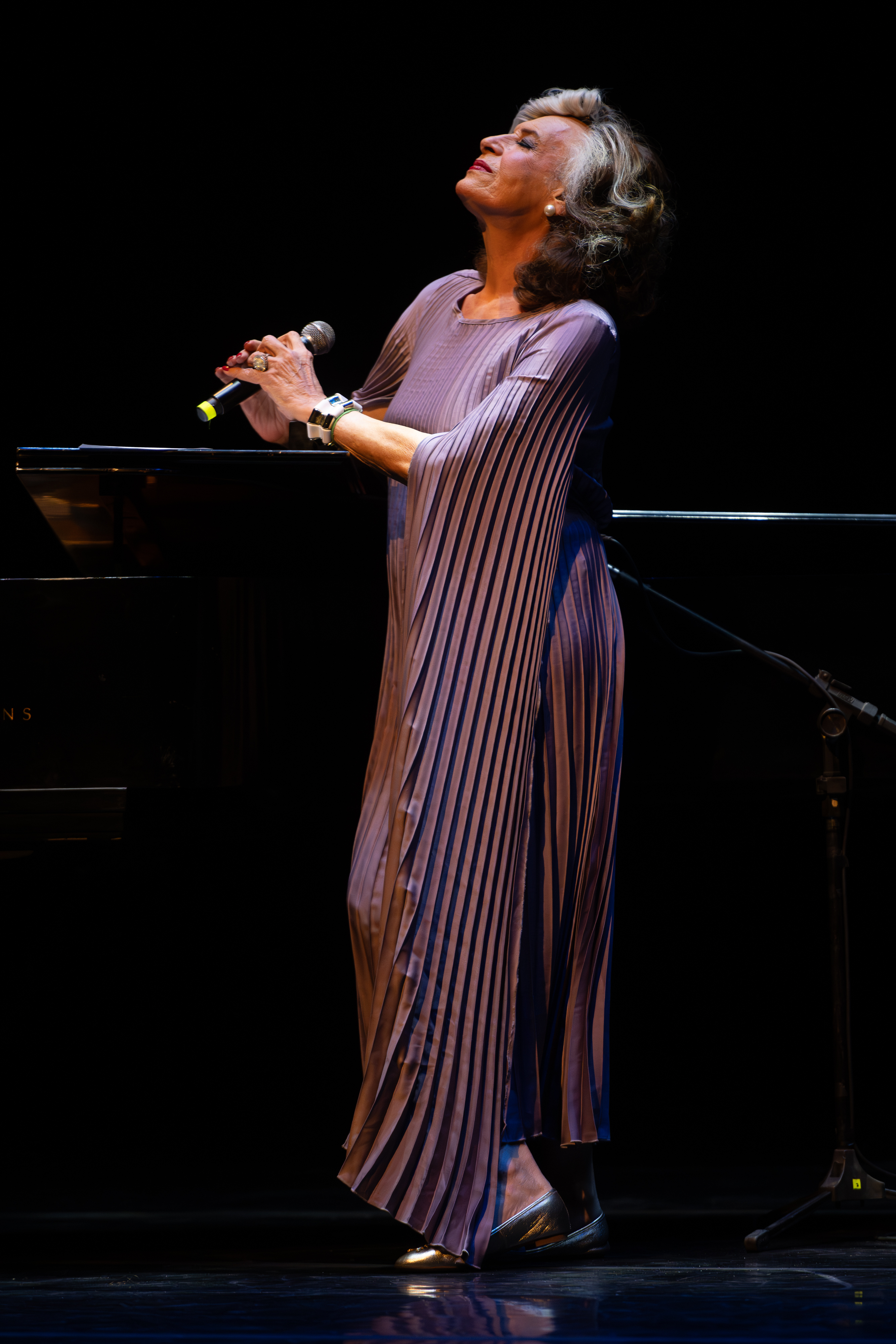
Prêmio APCA (2024)

Sua biografia Divina Valéria, escrita por Alberto Camarero e Alberto de Oliveira, foi publicada em 2021.
No cinema, atuou em Cidade Baixa e no curta-metragem Marie, que lhe rendeu o Pêmio Especial do Júri no Festival de Gramado de 2019.

## Filmografia

### Cinema
| Ano  | Título                          | Personagem  | Notas                  |
| ---- | ------------------------------- | ----------- | ---------------------- |
| 1974 | Divorcio à Brasileira           | —           |                        |
| 1982 | Rio Babilônia                   | —           |                        |
| 2005 | Cidade Baixa                    | Zilu        |                        |
| 2016 | Divinas Divas                   | Ela mesma   | Documentário           |
| 2019 | Marie                           | Alcina      | Curta-metragem         |
| 2020 | A Senhora Que Morreu no Trailer | —           |                        |
| 2023 | Cavalo-marinho                  | Francisca   |                        |
| 2024 | Insubmissas                     | Lili Vignon | Segmento: "Nada Somos" |

### Televisão
| Ano  | Título    | Papel     |
| ---- | --------- | --------- |
| 2022 | Travessia | Ela mesma |